# Megalosaurus
Megalosaurus (znamená "velký plaz", z řeckého, μεγαλο-/megalo- 'velký', 'vysoký', a σαυρος/sauros 'plaz'), vědeckým názvem M. (=Megalosaurus) bucklandii, byl rod velkých masožravých teropodních dinosaurů středního až svrchního jurského období (před 174 až 164 miliony let) v Evropě (jižní Anglie, Francie, Portugalsko). Je významný jako vůbec první rod dinosaurů (vyjma ptáků), který byl vědecky popsán a pojmenován. Rod byl stanoven roku 1824, druh pak o tři roky později.

## Výzkum
Megalosaurus byl prvním (neptačím) dinosaurem popsaným formálně ve vědecké literatuře (vědeckému světu představen při přednášce 20. února 1824). Část jeho kosti byla poprvé nalezena ve vápencovém lomu u Cornwellu nedaleko Chipping Nortonu v anglickém hrabství Oxfordshire v roce 1676. Tato fosilie je dnes již pravděpodobně ztracena. Přesto nešlo o první evropský objev dinosauří kosti, k tomu došlo zřejmě již roku 1614.
Tzv. Cornwellská kost byla popsána nejprve ředitelem Ashmolean museum Robertem Plotem, který její popis publikoval ve svém díle Natural History of Oxfordshire (Vývoj přírody oxfordského hrabství) v roce 1677. Plot fragment sice správně určil jako spodní výběžek stehenní kosti, která ale vzhledem ke své předpokládané velikosti nemohla patřit žádnému známému tvoru. Usoudil tedy, že patřila patrně obrům, například takovým, jací jsou popsáni v Bibli (Gn 6,4; Nu 13, 33). Znovu byla zkamenělina popsána Richardem Brookesem v roce 1763. Ten ji pro její podobnost s lidskými varlaty nazval "Scrotum humanum" ("šourek lidský"). Mohlo se však jednat také o fosilie neznámého druhu megalosauridního teropoda příbuzného rodu Torvosaurus.
Fosilie megalosaura, popsané později Bucklandem, byly objeveny v lomech oblasti Stonesfield Slate nejpozději roku 1797. Buckland se k nim poprvé dostal někdy po roce 1815, trvalo mu ale dalších devět let, než se odhodlal formálně je popsat a představit veřejnosti. K tomu pak došlo při setkání Geologické společnosti dne 20. února 1824 v Londýně.

## Moderní konzervace
Fosilní čelist, popsaná již Bucklandem, byla v roce 2018 podrobena detailnímu výzkumu za pomoci nejmodernějších rentgenových a tomografických zobrazovacích technik. Výsledkem je nejen lepší pochopení stavby kostí dávného teropoda, ale také digitální konzervace tohoto historicky významného exempláře.

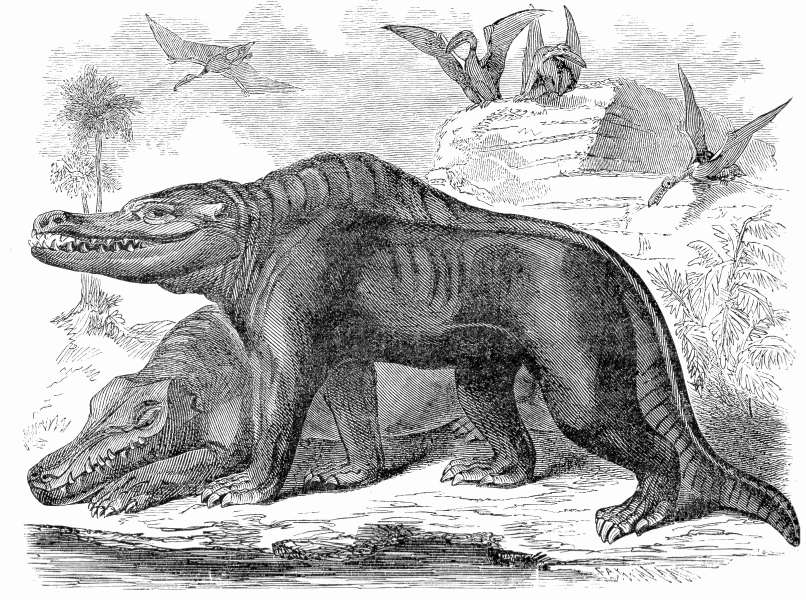
Původní představa o vzhledu megalosaura ze 30. let 19. století

## Paleobiologie
Megalosaurus byl štíhle stavěný dvounohý dravec, dlouhý přibližně 9 metrů a vážící kolem 1 tuny (podle jiných odhadů však spíše jen 6 metrů a 700 kg). Jeho ostré a mírně vroubkované zuby měly dlouhé kořeny, které byly pevně zasazené v čelisti. Jejich korunky byly ze stran zploštělé a ohýbaly se směrem vzad. Na předních končetinách měl tři prsty, na zadních pak čtyři (jeden drobný) vybavené silnými a ostrými drápy. Nový výzkum za pomoci moderních technologií odhalil v čelisti megalosaura dalších pět mladých zubů, které se teprve měly prořezat a nahradit zuby staré.

## Validita
Pod rodovým názvem Megalosaurus byla v průběhu doby popsána řada velmi různých teropodů, avšak jediným validním (platným) druhem se dnes zdá být pouze Megalosaurus bucklandii z Anglie.

## Dinosauři zaměňovaní s megalosaurem
Teropodní dinosauři:
- Metriacanthosaurus,
- Nuthetes,
- Dryptosaurus,
- Dilophosaurus,
- Ceratosaurus[17],
- Magnosaurus,
- Carcharodontosaurus,
- Eustreptospondylus,
- Proceratosaurus,
- Majungasaurus,
- Altispinax,
- Deinodon,
- Zanclodon,
- Duriavenator,
- Sarcosaurus,
- Poekilopleuron,
- Streptospondylus,
- Newtonsaurus

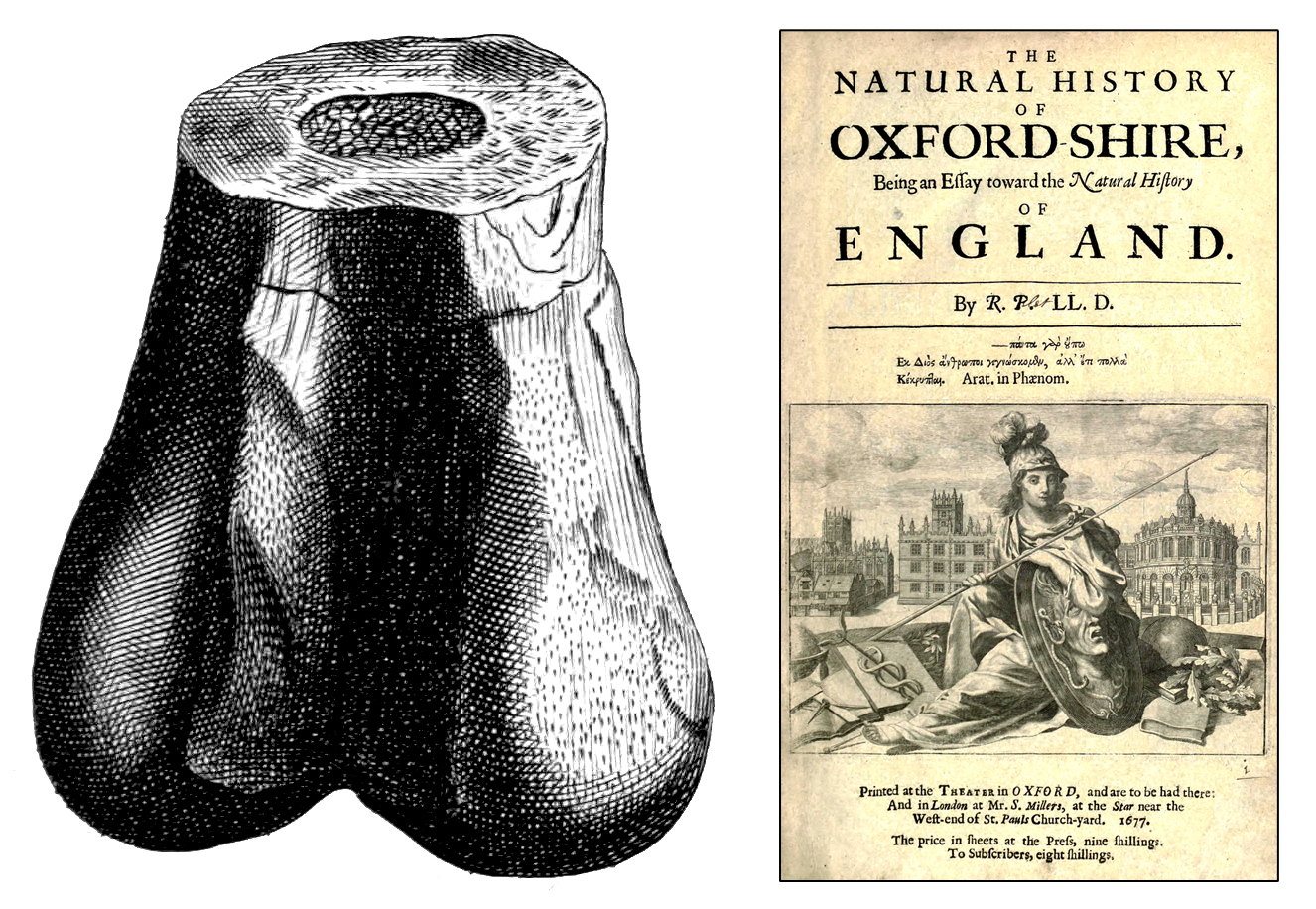
Obálka Plotova díla Natural History of Oxfordshire (1677), a ilustrace zkamenělého výběžku stehenní kosti megalosaura z této knihy. Tato kost byla popsána R. Brookesem v roce 1763 jako "Scrotum humanum".

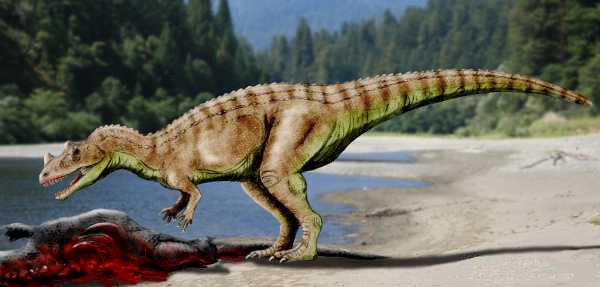
Ceratosaurus, jeden ze zaměňovaných dinosaurů

Jiní dinosauři zaměňovaní s megalosaurem:
- prosauropod Plateosaurus